# FRESH LIVE
FRESH LIVE（フレッシュ ライブ）は、サイバーエージェントが設立したPCとスマートフォン向けのライブストリーミングプラットフォームである。2016年1月21日から2020年11月30日まで運用された。

## 概要
2016年1月21日に、サイバーエージェントが動画配信プラットフォームとして「AmebaFRESH!」の名称でスタートさせたサービスで、サービスローンチした理由は、代表取締役社長である藤田晋が趣味である麻雀のプロ雀士の麻雀番組をニコニコ生放送（ニコ生）で観まくった際、スマートフォンでは麻雀牌が見えにくかったことが理由である。また、ニコ生がオタクコミュニティになっている感覚があり、一般人からまだハードルが高いと思われている所を低くする事も目的としているため、ターゲット層はテレビを見なくなった10代〜30代の層をコアユーザーとしている。
2016年4月1日付で運営会社をインターネットテレビ局であるAbemaTVに移管され、同時にサービス名を「AbemaTV FRESH!」に変更。しかし、別サービスであるにもかかわらず、AbemaTVと混同している出演者や報道が相次ぎ混乱を招いた事から同年6月1日付でサービス名を「FRESH! by AbemaTV」にリブランドした。また、同年11月1日付でAbemaTVからサイバーエージェントへ事業移管され、サービス名が「FRESH! by CyberAgent」に変更された。
2018年6月26日、サービス名を「FRESH LIVE」に変更した。
2019年2月12日をもって無料チャンネルにおける「新規チャンネル開設」「新規番組作成」「生配信およびアップロード配信」「全ての番組のアーカイブ保存、公開」などを順次終了することを発表した。同年2月13日以降は一部のチャンネルを除き、1月10日時点で会員制チャンネルとして存続しているチャンネルの配信のみに限られる。
2020年11月30日をもって「FRESH LIVE」のサービスを終了することが、同年10月9日に発表された。サイバーエージェントは2019年から子会社のCyberZが運営しているOPENREC.tvとのサービス統合を進めており、一部のチャンネルなどは既に同サービスにて配信を開始（移行）している。

## 配信チャンネル
ローンチ時で200チャンネル用意されており、芸能人が登場する番組もあれば、サーフィンやバスケットボール、アイスホッケー等のスポーツ試合中継に加え、犬が登場するものや、麻雀中継なども行われる。テレビ局やラジオ局、出版社と組んだコンテンツも用意され、一般からの配信登録も募り、コンテンツクオリティ維持を考慮し、サイバーエージェント社にて、審査してチャンネル開設を行っており、6月2日時点でチャンネル数は600チャンネルを超えた。また、7月4日より配信事業者向けに課金機能が開始し、月額有料チャンネル開設が可能となった。
2016年9月、在日特権を許さない市民の会の元・会長で、政治団体日本第一党党首の桜井誠が公式チャンネルを開設し、番組を1度だけ配信したが、運営側の判断によりチャンネルは閉鎖された。

## スタジオ
2014年から、芸能人の番組をWeb配信するネットサービスAmebaStudioで運営していたサテライトスタジオを2015年7月18日、原宿駅前近くのはらじゅくアッシュビル1Fに公開スタジオ「AmebaFRESH!Studio」ととして開設したが、株式会社AbemaTVへの動画事業移管など運営環境の変化もあり、2016年6月には「HARAJUKU Abema Studio」に改称している。